# Bundesregierung Klima
Die österreichische Bundesregierung Klima wurde ohne vorherige Nationalratswahl gebildet. Die SPÖ-ÖVP-Koalitionsregierung folgte dem Kabinett Vranitzky V, als dieser Anfang 1997 zurücktrat. Wie schon in diesem Kabinett wurden nun neuerlich einige Minister ausgetauscht.
Bundespräsident Thomas Klestil ernannte das Kabinett am 28. Jänner 1997. Bei der Nationalratswahl 1999 verlor die SPÖ fast 5 % ihrer Stimmen. Über die Fortsetzung der SPÖ-ÖVP-Koalition konnte keine Einigung erzielt werden, da die ÖVP nun die Zusammenarbeit mit der FPÖ bevorzugte. Das Kabinett Klima trat am 4. Februar 2000 zurück, als die Bundesregierung Schüssel I ernannt wurde.

## Personalien
| Amt                                                                        | Foto                   | Name               | Partei | Partei    | Staatssekretär                                                                 | Partei | Partei |
| -------------------------------------------------------------------------- | ---------------------- | ------------------ | ------ | --------- | ------------------------------------------------------------------------------ | ------ | ------ |
| Bundeskanzler                                                              |                        | Viktor Klima       |        | SPÖ       | Barbara Prammer (bis 25. Feb. 1997 BM am BKA ohne Portefeuille) Peter Wittmann | SPÖ    |        |
| Vizekanzler                                                                |                        | Wolfgang Schüssel  |        | ÖVP       |                                                                                |        |        |
| Auswärtige Angelegenheiten                                                 | Benita Ferrero-Waldner | Wolfgang Schüssel  | ÖVP    | ÖVP       |                                                                                |        |        |
| Inneres                                                                    |                        | Karl Schlögl       |        | SPÖ       |                                                                                |        |        |
| Justiz                                                                     |                        | Nikolaus Michalek  |        | Parteilos |                                                                                |        |        |
| Finanzen                                                                   |                        | Rudolf Edlinger    |        | SPÖ       | Wolfgang Ruttenstorfer                                                         | SPÖ    |        |
| Wirtschaftliche Angelegenheiten                                            |                        | Johann Farnleitner |        | ÖVP       |                                                                                |        |        |
| Arbeit und Soziales bis 15. Feb. 1997 Arbeit, Gesundheit und Soziales      |                        | Eleonora Hostasch  |        | SPÖ       |                                                                                |        |        |
| Land- und Forstwirtschaft                                                  |                        | Wilhelm Molterer   |        | ÖVP       |                                                                                |        |        |
| Landesverteidigung                                                         |                        | Werner Fasslabend  | ÖVP    |           |                                                                                |        |        |
| Wissenschaft, Verkehr und Kunst bis 15. Feb. 1997 Wissenschaft und Verkehr |                        | Caspar Einem       |        | SPÖ       |                                                                                |        |        |
| Unterricht und kulturelle Angelegenheiten                                  |                        | Elisabeth Gehrer   |        | ÖVP       |                                                                                |        |        |
| Umwelt, Jugend und Familie                                                 |                        | Martin Bartenstein |        | ÖVP       |                                                                                |        |        |
| Frauenangelegenheiten und Verbraucherschutz ab 26. Februar 1997            |                        | Barbara Prammer    |        | SPÖ       |                                                                                |        |        |
| Gesundheit und Konsumentenschutz bis 14. Februar 1997, dann aufgelöst      |                        | Eleonora Hostasch  | SPÖ    |           |                                                                                |        |        |